# Tai Po Mega Mall

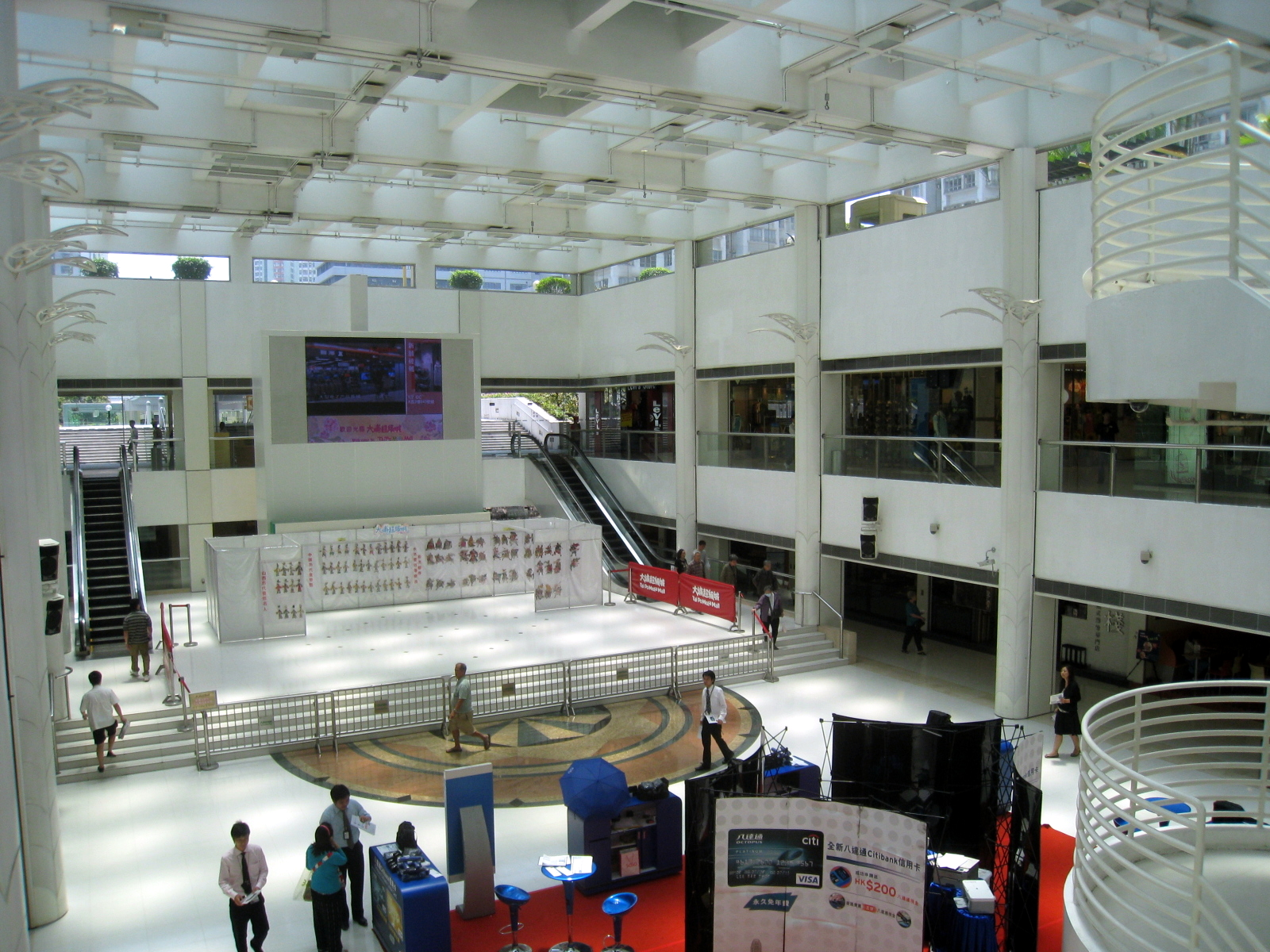
Zone C van het winkelcentrum

Tai Po Mega Mall is het grootste winkelcentrum van Tai Po District. Het ligt aan de On Pong Road in het noorden van Hongkong.
Het winkelcentrum is eigendom van Sun Hung Kai Properties. Het gebouw heeft een oppervlakte van 55.580 m² en is in vijf delen (zones A, B, C, D, E) opgedeeld. YATA en Park'n Shop zijn de grootste erfpachters.